# Bahnstrecke Cividale–Kobarid
| Bahnhof Cividale Barbetta |                     |                                                                                 |                                                                                 |
| Bahnstrecke |                     |                                                                                 |                                                                                 |
| Streckenlänge: | 27,804 km           |                                                                                 |                                                                                 |
| Spurweite: | 750 mm (Schmalspur) |                                                                                 |                                                                                 |
| Maximale Neigung: | 11,6 ‰              |                                                                                 |                                                                                 |
| |                     |                                                                                 |                                                                                 |
| \| \| \| Bahnstrecke Udine–Cividale von Udine \| \| \| \| \| Cividale \| \| \| \| 27,8 \| Cividale \| 135 m \| \| \| 27,4 \| Cividale Barbetta \| 132 m \| \| \| 25,1 \| Sanguarzo \| 146 m \| \| \| 23,4 \| Ponte San Quirino \| 152 m \| \| \| 22,0 \| Vernasso \| 160 m \| \| \| \| Natisone \| \| \| \| 20,9 \| San Pietro al Natisone \| 172 m \| \| \| 19,7 \| Sorzento \| 182 m \| \| \| 19,0 \| Ponteacco \| 190 m \| \| \| 18,4 \| Tiglio \| 192 m \| \| \| 16,8 \| Brischis \| 184 m \| \| \| 15,9 \| Pulfero \| 187 m \| \| \| 14,9 \| Loch \| 189 m \| \| \| 13,7 \| Stupizza \| 203 m \| \| \| \| Natisone \| \| \| \| \| \| \| \| \| \| Staatsgrenze Italien/Jugoslawien (1947–1991) bzw. Italien/Slowenien (seit 1991) \| \| \| \| \| \| \| \| \| 8,1 \| Poiana \| 220 m \| \| \| \| Natisone \| \| \| \| 5,5 \| Robič (Robis) \| 250 m \| \| \| 2,9 \| Sužid (Susida) \| 244 m \| \| \| 0,0 \| Kobarid (Caporetto) \| 235 m \| |                     |                                                                                 |                                                                                 |
| Strecke |                     | Bahnstrecke Udine–Cividale von Udine                                            | Bahnstrecke Udine–Cividale von Udine                                            |
| Kopfbahnhof Streckenende |                     | Cividale                                                                        | Cividale                                                                        |
| Kopfbahnhof Streckenanfang (Strecke außer Betrieb) | 27,8                | Cividale                                                                        | 135 m                                                                           |
| Bahnhof (Strecke außer Betrieb) | 27,4                | Cividale Barbetta                                                               | 132 m                                                                           |
| Haltepunkt / Haltestelle (Strecke außer Betrieb) | 25,1                | Sanguarzo                                                                       | 146 m                                                                           |
| Haltepunkt / Haltestelle (Strecke außer Betrieb) | 23,4                | Ponte San Quirino                                                               | 152 m                                                                           |
| Haltepunkt / Haltestelle (Strecke außer Betrieb) | 22,0                | Vernasso                                                                        | 160 m                                                                           |
| Brücke über Wasserlauf (Strecke außer Betrieb) |                     | Natisone                                                                        | Natisone                                                                        |
| Bahnhof (Strecke außer Betrieb) | 20,9                | San Pietro al Natisone                                                          | 172 m                                                                           |
| Haltepunkt / Haltestelle (Strecke außer Betrieb) | 19,7                | Sorzento                                                                        | 182 m                                                                           |
| Haltepunkt / Haltestelle (Strecke außer Betrieb) | 19,0                | Ponteacco                                                                       | 190 m                                                                           |
| Haltepunkt / Haltestelle (Strecke außer Betrieb) | 18,4                | Tiglio                                                                          | 192 m                                                                           |
| Haltepunkt / Haltestelle (Strecke außer Betrieb) | 16,8                | Brischis                                                                        | 184 m                                                                           |
| Bahnhof (Strecke außer Betrieb) | 15,9                | Pulfero                                                                         | 187 m                                                                           |
| Haltepunkt / Haltestelle (Strecke außer Betrieb) | 14,9                | Loch                                                                            | 189 m                                                                           |
| Bahnhof (Strecke außer Betrieb) | 13,7                | Stupizza                                                                        | 203 m                                                                           |
| Brücke über Wasserlauf (Strecke außer Betrieb) |                     | Natisone                                                                        | Natisone                                                                        |
| |                     |                                                                                 |                                                                                 |
| Grenze (Strecke außer Betrieb) |                     | Staatsgrenze Italien/Jugoslawien (1947–1991) bzw. Italien/Slowenien (seit 1991) | Staatsgrenze Italien/Jugoslawien (1947–1991) bzw. Italien/Slowenien (seit 1991) |
| |                     |                                                                                 |                                                                                 |
| Haltepunkt / Haltestelle (Strecke außer Betrieb) | 8,1                 | Poiana                                                                          | 220 m                                                                           |
| Brücke über Wasserlauf (Strecke außer Betrieb) |                     | Natisone                                                                        | Natisone                                                                        |
| Bahnhof (Strecke außer Betrieb) | 5,5                 | Robič (Robis)                                                                   | 250 m                                                                           |
| Haltepunkt / Haltestelle (Strecke außer Betrieb) | 2,9                 | Sužid (Susida)                                                                  | 244 m                                                                           |
| Kopfbahnhof Streckenende (Strecke außer Betrieb) | 0,0                 | Kobarid (Caporetto)                                                             | 235 m                                                                           |

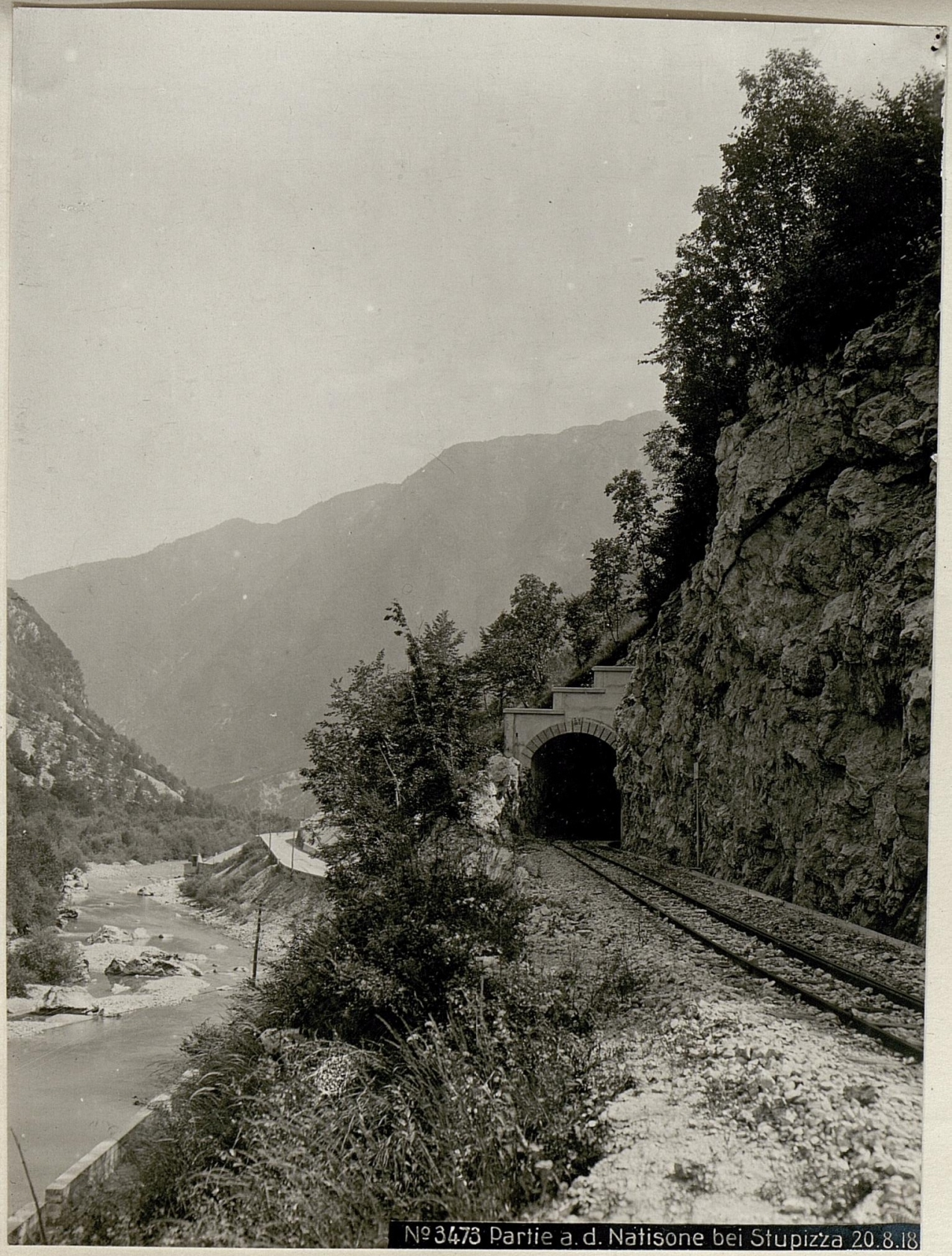
Streckenaufnahme vom 20. August 1918 des k.u.k. Kriegpressequartiers

Die Bahnstrecke Cividale–Kobarid (italienisch: Ferrovia Cividale–Caporetto, slowenisch: Železniška proga Čedad–Kobarid) war ursprünglich eine italienische Heeresfeldbahn mit einer Spurweite von 750 mm, die nach dem Ersten Weltkrieg als öffentliche Eisenbahn verwendet wurde. Sie verlief von Cividale del Friuli in Friaul bis nach Kobarid im heutigen Slowenien und verband von 1916 bis 1932 das Natisonetal mit dem Isonzotal.
Sie erschloss Gebiete, die italienisch-, friulanisch-, slowenisch- und gemischtsprachig waren und teilweise noch sind.

## Geschichte
Im Jahr 1915, während des Ersten Weltkriegs, begann die Società Veneta mit dem Bau einer schmalspurigen Feldbahnlinie zwischen Cividale del Friuli und dem nördlichen Abschnitt der  Isonzofront bei Kobarid, da die bestehende Straße über Pulfero den Nachschub nicht bewältigen konnte. Die Strecke diente zunächst ausschließlich militärischen Zwecken und wurde 1916 fertiggestellt. Die Endstation lag in Susida, im damals italienisch besetzten Teil des österreichischen Kronlandes Krain.
Während der Zwölften Isonzoschlacht im Jahr 1917 wurde die Strecke durch die italienischen Truppen selbst stark beschädigt, um den Vormarsch der k.u.k. Armee zu verzögern. Im Zuge der österreichisch-ungarischen Besetzung der Region wurde die Linie 1918 durch die k.u.k. Eisenbahntruppe wiederhergestellt und ebenfalls militärisch genutzt.
Nach dem Waffenstillstand von 1918 kam das Gebiet erneut unter italienische Kontrolle, und die Società Veneta nahm umfassende Instandsetzungen und Erweiterungen vor. Nach dem Friedensvertrag von Saint Germain gelangte das Isonzogebiet und damit Karfreit / Kobarid / Caporetto an Italien. Die Strecke wurde bis Caporetto verlängert, mit der Normalspurbahn Udine–Cividale verbunden und mit zusätzlichen Stationen versehen. Der zivile Verkehr wurde am 1. August 1921 aufgenommen.
Wegen steigender Betriebskosten und fehlender öffentlicher Unterstützung wurde die Linie im August 1932 stillgelegt. Den öffentlichen Verkehr übernahm die Firma Autoservizi Rosina mit Bussen.

## Streckenverlauf
Die eingleisige Strecke hatte eine Länge von 27,8 km. Sie verlief zunächst rechtsseitig des Natisone, überquerte bei Vernasso den Fluss und wechselte mehrmals das Ufer, ehe sie bei Caporetto endete. Der Höhenunterschied reichte von 132 m in Cividale Barbetta bis 250 m bei Robis. Die maximale Steigung betrug 11,6 ‰.

## Infrastruktur
Die Strecke verfügte über mehrere Stationen, darunter Cividale Barbetta, San Pietro al Natisone, Pulfero, Stupizza, Robis und Caporetto. Besonders umfangreiche Anlagen befanden sich in Cividale Barbetta (mit Verbindung zur Normalspur) und Robis (mit Drehscheibe, Lokschuppen und Gütermagazinen).
Einige Reste der Strecke wie Tunnel, Stützmauern und Brücken sind bis heute sichtbar, insbesondere bei Vernasso und Stupizza.

## Fahrzeuge und Betrieb

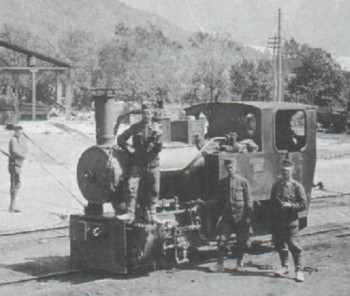
Breda-Lokomotive der Baureihe SV 90 im Jahr 1918 mit österreichisch-ungarischen Armeeangehörigen

Anfangs kamen Feldbahnlokomotiven zum Einsatz. 1916 beschaffte die Società Veneta zehn zweiachsige Dampflokomotiven von Breda mit 70 PS Leistung und 25 km/h Höchstgeschwindigkeit. Nach dem Krieg blieben sieben Lokomotiven, elf Personenwagen und 86 Güterwagen erhalten.

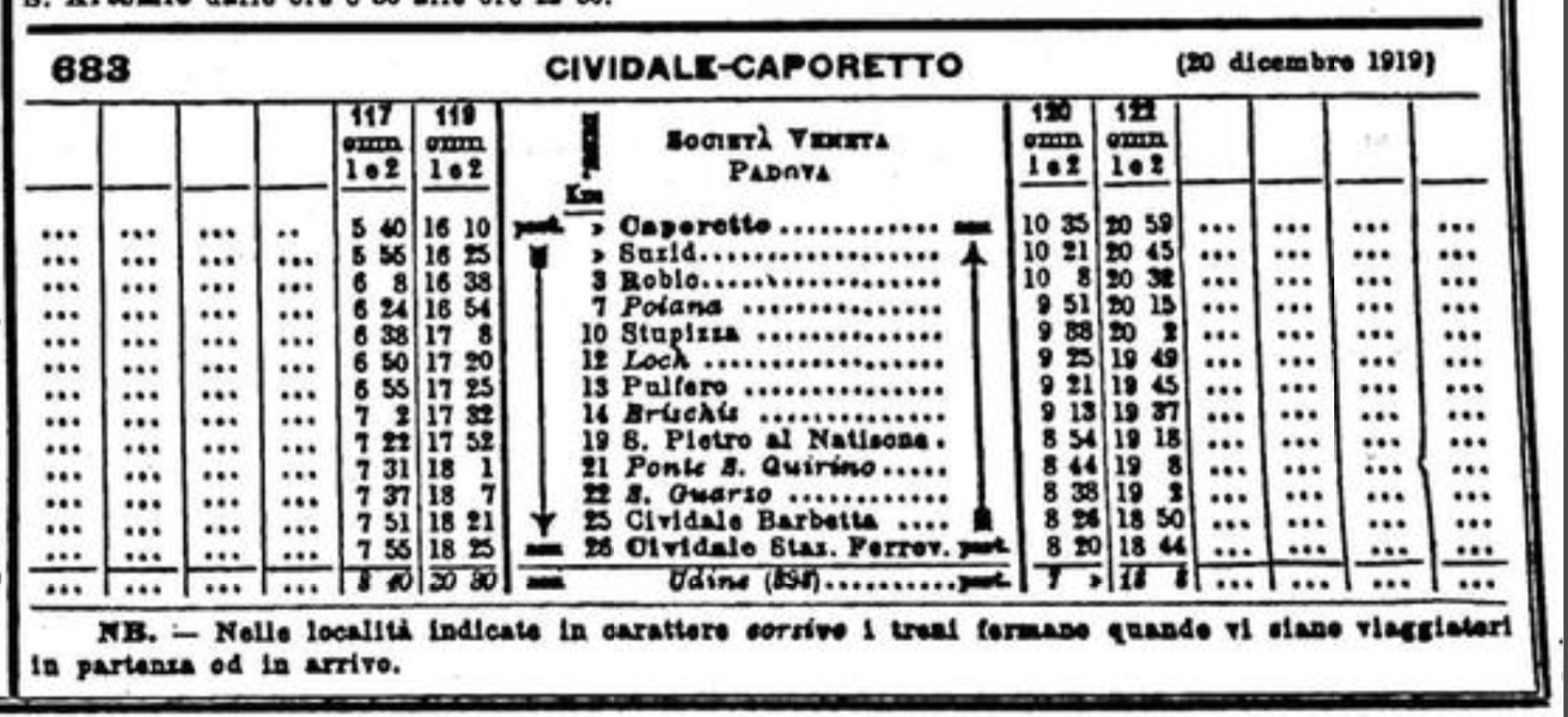
Fahrplan vom Dezember 1919

1919 bot die Società Veneta zwei Zugpaare an.
Ab 1921 verkehrten täglich drei Zugpaare mit einer Fahrzeit von etwa 100 Minuten je Richtung. Da in Caporetto keine Drehscheibe vorhanden war, fuhren die Züge rückwärts bis Robis, wo die Lok gedreht wurde.

## Erinnerungskultur

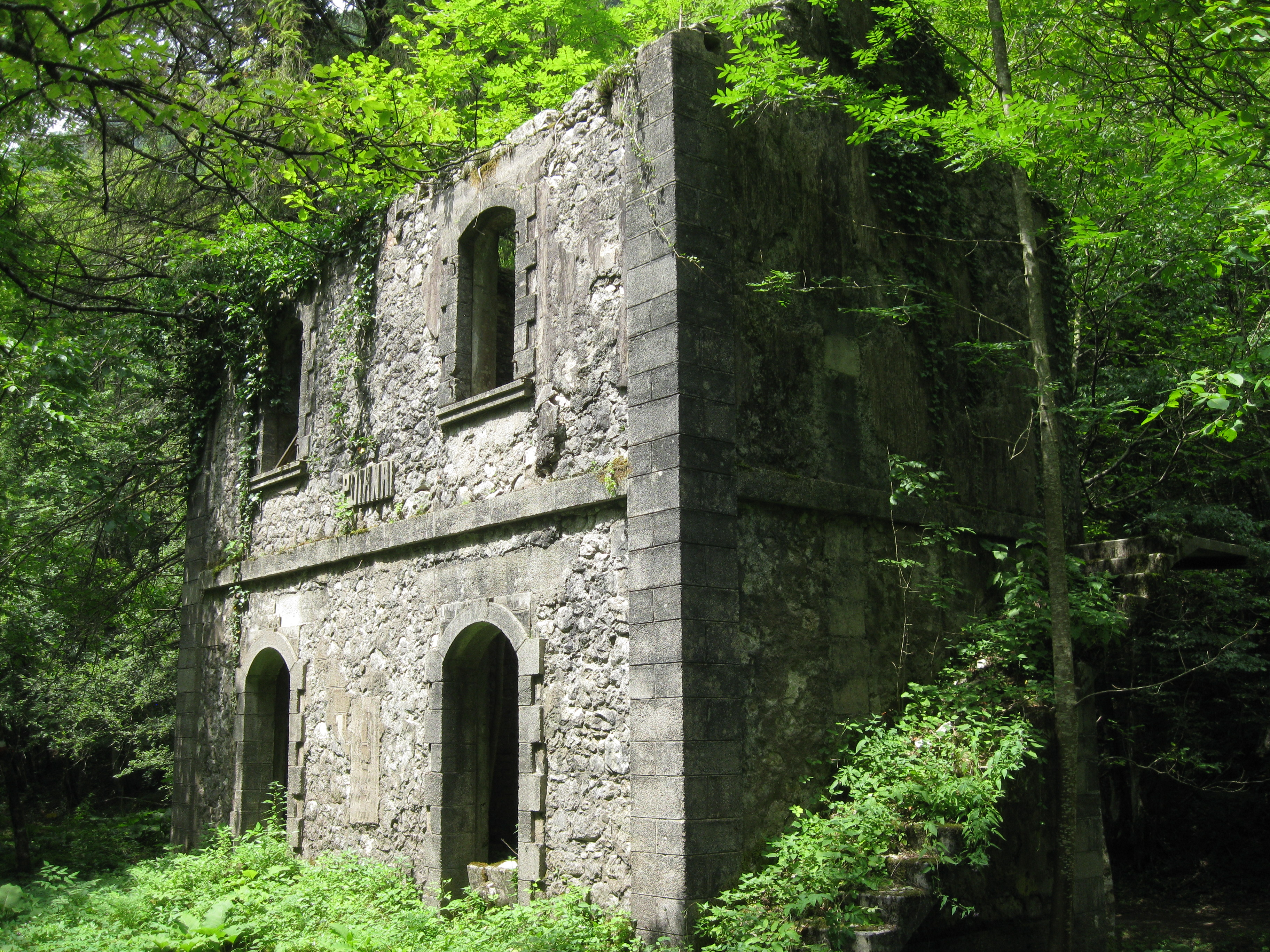
Stationsgebäude von Poiana mit erhaltener Beschriftung

Teile der Bahnstrecke wurden zu Radwegen umgenützt. Am Radweg erinnern Informationstafeln über die ursprüngliche Verwendung.
Zudem sind sowohl Tief- als auch Hochbauten erhalten.